# Arius gigas
Arius gigas é uma espécie de peixe da família Ariidae pertencente ao gênero Arius.Conhecido popularmente como Bagre-gigante.